# Rachel Moret
Rachel Moret, née le 23 novembre 1989 à Morges, est une joueuse de tennis de table suisse établie à Préverenges. Elle a remporté le titre de championne suisse en simple à trois reprises, en 2009, 2012 et 2014.

## Biographie
Alors qu’elle pratiquait d'abord le tennis, c’est à l’âge de douze ans que se révèle sa passion pour le ping-pong. C’est à la piscine de Morges que la Vaudoise a éprouvé pour la première fois un intérêt pour le tennis de table : grâce à sa victoire, elle remporte le prix consistant en une année gratuite d’inscription au CTT Forward Morges, le club de tennis de table morgien. « J’ai tout de suite accroché », raconte la jeune femme. Elle ne cesse depuis de frapper la petite balle blanche, à raison de vingt heures d'entraînement par semaine.
Parallèlement à sa carrière sportive, la pongiste obtient au diplôme à la Haute École pédagogique du canton de Vaud, titre qu’elle espère pouvoir un jour mettre au service des enfants, l’enseignement étant sa deuxième grande passion.

## Carrière sportive
Rachel Moret commence le tennis de table à l’âge de douze ans au club du CTT Forward Morges, en compagnie de son frère. Tous deux passionnés pour ce sport de raquette peu connu, les résultats au niveau régional apparaissent et encouragent Rachel à renforcer ses entraînements afin d’atteindre un niveau national.
À l’âge de 15 ans, elle entre dans l’équipe nationale junior, lui offrant dès lors l’opportunité de participer à de nombreuses compétitions internationales avec l’équipe suisse. Elle est âgée de 18 ans lorsqu'elle intègre l’équipe nationale élite.
Afin d’emmagasiner plus d’expérience, affronter de nouvelles joueuses et continuer ainsi sa progression, Rachel Moret décide de poursuivre sa carrière dans le championnat français, dont le niveau de jeu est beaucoup plus élevé qu’en Suisse. Elle signe ainsi avec le club de l'Entente Pongiste Isséenne situé en région parisienne.

## Palmarès
2019
Top 80 mondiale 
2019
Championne Suisse élite et 87è mondiale
2018
Championne Suisse élite 
2014
- Première entrée dans le top 200 mondial[3].
- Championne suisse en simple, double mixte et double dame
- 1re place à l’open du Luxembourg par équipe et 1/4 de finale en simple
- Participation au championnat du monde par équipe avec un haut pourcentage de victoires

2013
- Championne suisse en double mixte et double dame
- 3e suisse en simple
- 1re au top 8 (compétition regroupant les 8 meilleures joueuses évoluant en Suisse)
- Participation aux championnats du monde et championnats d’Europe
- 1/16ème de finale en double mixte et en double dame au championnat du monde
- 1/16ème de finale aux Jeux Olympiques Universitaires à Kazan en simple
- 1/8ème de finale aux Jeux Olympiques Universitaires par équipe et en double dame
- 1re au tournoi international de Mulhouse
- 1/4 de finale au Swiss Open à Lausanne

2012
- Championne suisse en simple, double mixte et double dame

2011
- Championne suisse en double mixte
- 2e en double dame
- 2e au top 8